# Islas Vírgenes Españolas
Las islas Vírgenes Españolas, llamadas anteriormente las islas del Pasaje, comúnmente conocidas en la actualidad como las islas Vírgenes Puertorriqueñas, consisten de las islas de Vieques y Culebra, ubicadas entre la isla principal de Puerto Rico y las islas Vírgenes de los Estados Unidos en el noreste del mar Caribe.Localizadas entre las Antillas Mayores y las Antillas Menores, las islas son administrativamente parte del archipiélago de Puerto Rico y geográficamente parte del archipiélago de las islas Vírgenes en las islas de Barlovento del norte.
Separadas geológicamente de la Antilla Mayor de La Española por el canal de la Mona y el cañón de la mona, y del arco de islas de las Antillas Menores por el canal de la Anegada, la isla principal de Puerto Rico, las islas Vírgenes Españolas de Vieques y Culebra, las Islas Vírgenes Británicas y las Islas Vírgenes de los Estados Unidos, excepto la isla más meridional de Santa Cruz, se encuentran en la misma plataforma carbonatada entre la fosa de Puerto Rico en el océano Atlántico Norte y el mar Caribe noreste.Los archipiélagos de Puerto Rico y las islas Vírgenes, a excepción de Saint Croix, también se encuentran en la misma   microplaca tectónica, la placa de Puerto Rico-Islas Vírgenes.

## Etimología

Mapa en francés de las Islas Vírgenes de Rigobert Bonne en 1780.

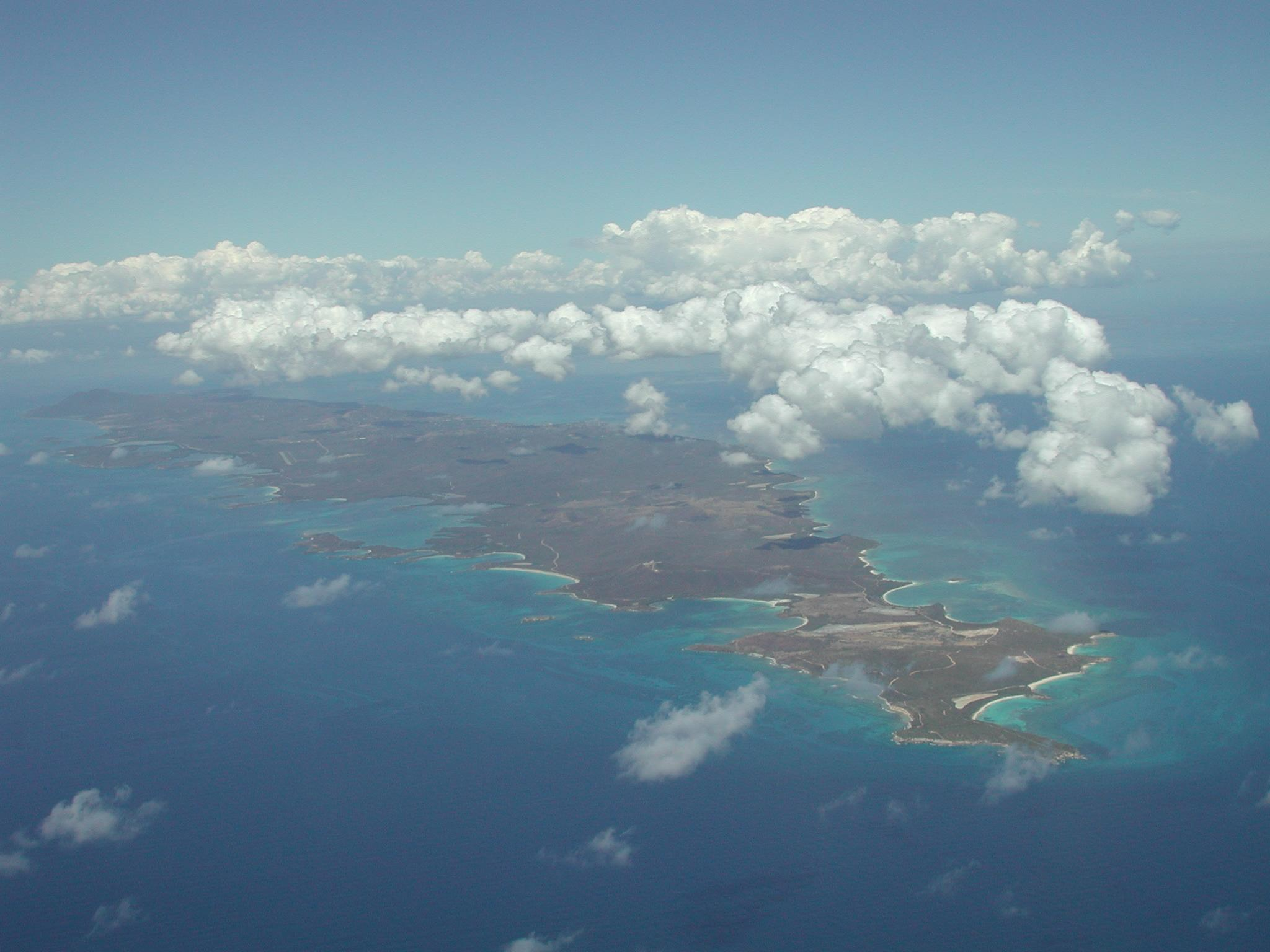
Vista aérea de la isla Vieques.

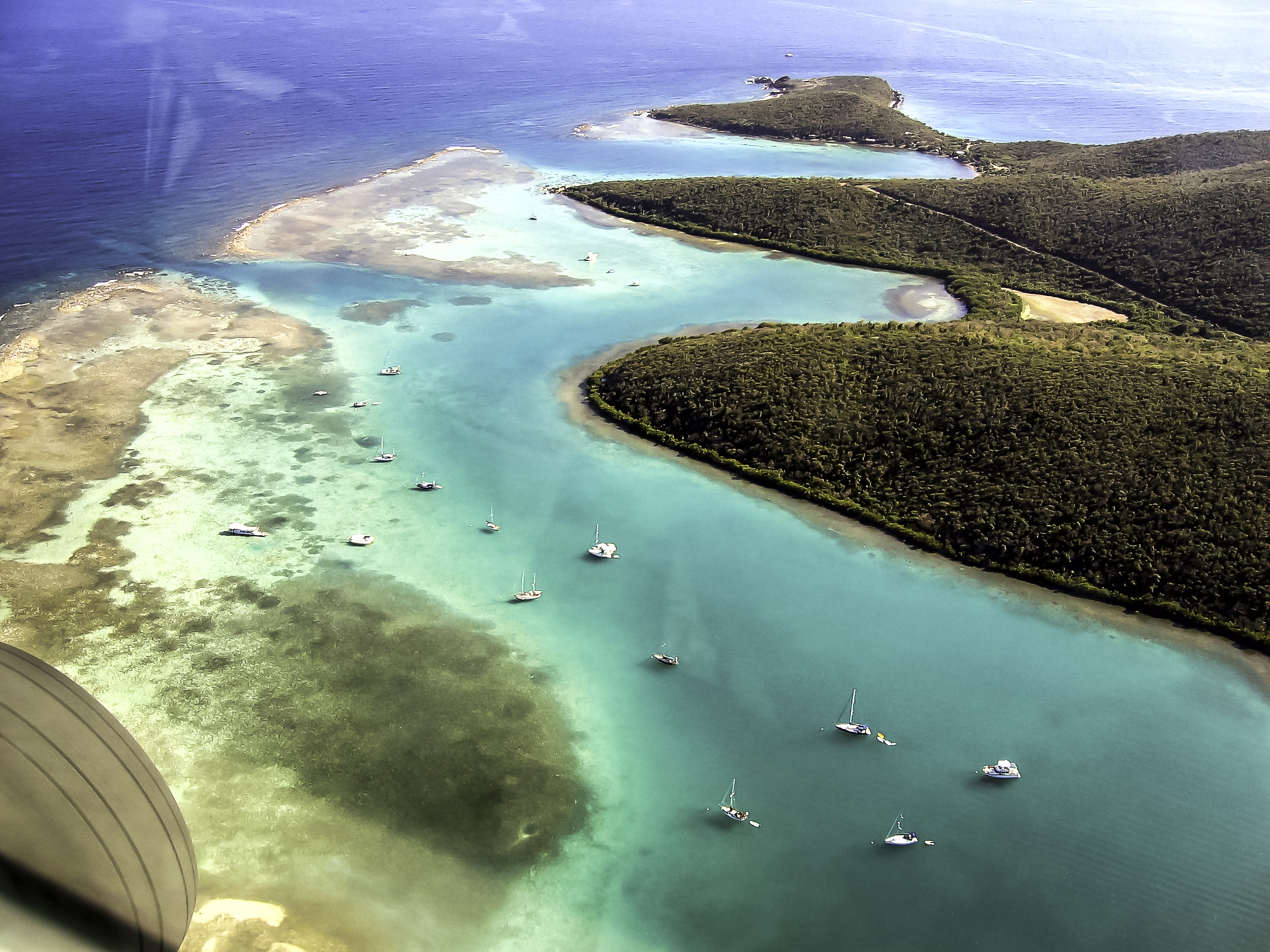
Vista aérea de la Ensenada Honda en la isla Culebra.

Históricamente, las islas de Culebra y Vieques fueron incluidas en mapas y crónicas como parte del archipiélago de las Islas Vírgenes, que Cristóbal Colón denominó Santa Úrsula y las Once Mil Vírgenes en honor a la leyenda de Santa Úrsula y las 11.000 vírgenes. El nombre se acortó a Islas Vírgenes.
El archipiélago de las Islas Vírgenes, descubierto durante el segundo viaje de Colón en 1493, fue reclamado por el Imperio español, pero los españoles nunca se establecieron allí. Durante el siglo XVII, españoles, holandeses, franceses, ingleses y daneses se disputaron el control de las islas.
Los holandeses establecieron un asentamiento permanente en la isla de Tórtola en 1648, enfrentándose frecuentemente con los españoles, que estaban asentados en la cercana isla principal de Puerto Rico. En 1672, los ingleses arrebataron Tórtola a los holandeses, y en 1680 se produjo la anexión inglesa de Anegada y Virgen Gorda. Mientras tanto, durante el período comprendido entre 1672 y 1733, los daneses obtuvieron el control de las islas cercanas de Santo Tomás, San Juan y Santa Cruz.
Las islas bajo control inglés se conocían como Islas Vírgenes, mientras que las que estaban bajo control danés se conocían como Indias Occidentales Danesas o Islas Vírgenes Danesas. Cuando Estados Unidos compró las islas danesas en 1917, pasaron a conocerse como Islas Vírgenes de los Estados Unidos. Para distinguir las islas vírgenes estadounidenses de las vecinas islas vírgenes británicas, las islas bajo control del Imperio Británico comenzaron a conocerse como Islas Vírgenes Británicas.
Como parte del archipiélago de las Islas Vírgenes, las islas de Culebra y Vieques, que junto con la isla principal de Puerto Rico, permanecieron bajo el control del Imperio español durante toda la Colonización europea de América hasta la guerra hispano-estadounidense en 1898, son conocidas como las Islas Vírgenes Españolas, distinguiéndolas de las demás islas del archipiélago: las Islas Vírgenes de los Estados Unidos y las Islas Vírgenes Británicas.
Como municipios insulares de Puerto Rico, Vieques y Culebra se conocen principalmente como islas-municipio (municipio insular), y Vieques también es conocida popularmente entre los residentes de Puerto Rico como Isla Nena. Como tales, también se las conoce como Islas Vírgenes Puertorriqueñas o Islas Vírgenes de Puerto Rico.
El nombre de Islas Vírgenes Españolas es frecuente en la literatura de promoción turística, pero raramente aparece en los mapas y atlas generales.

## Historia

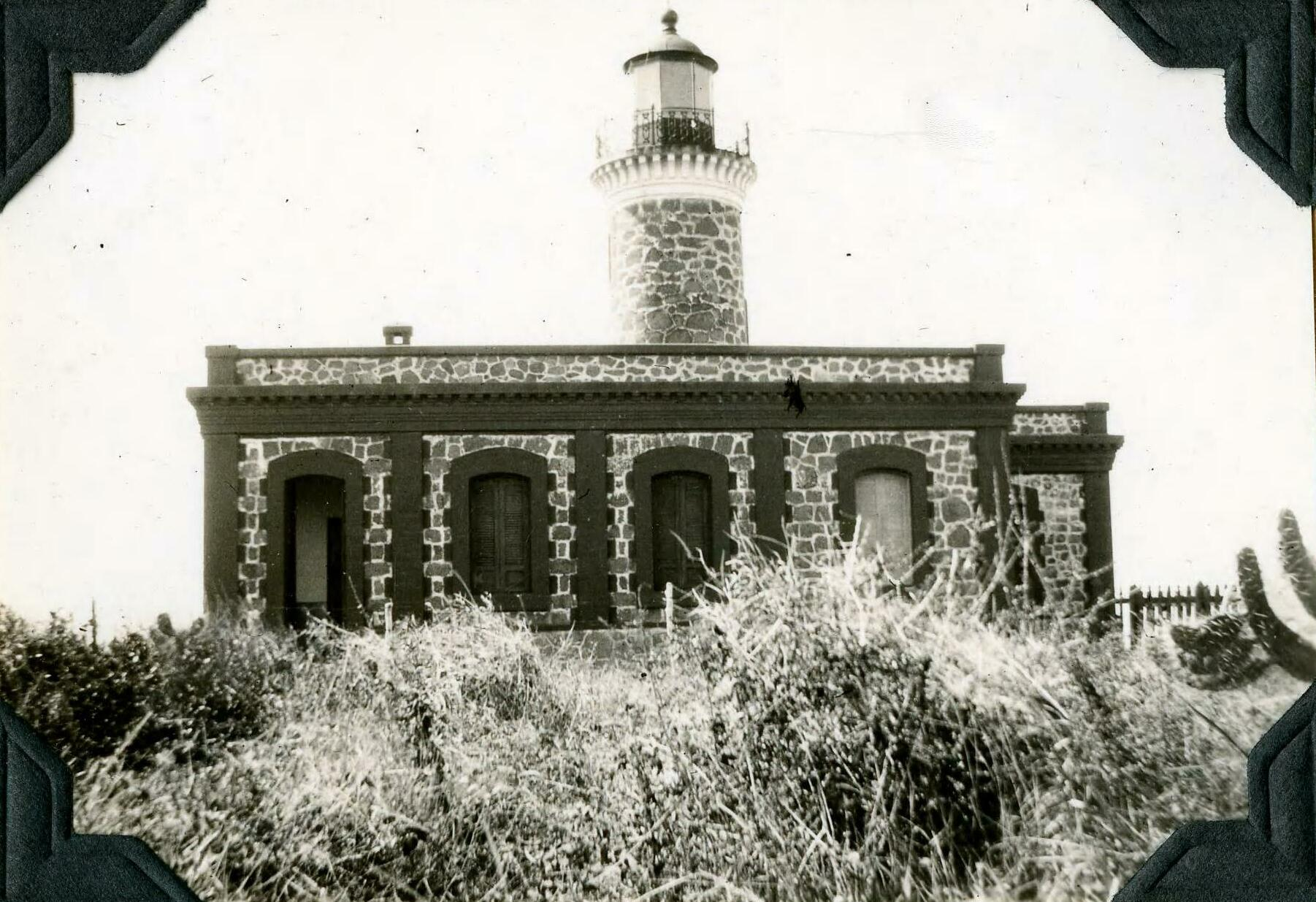
Faro Culebrita a principios del.

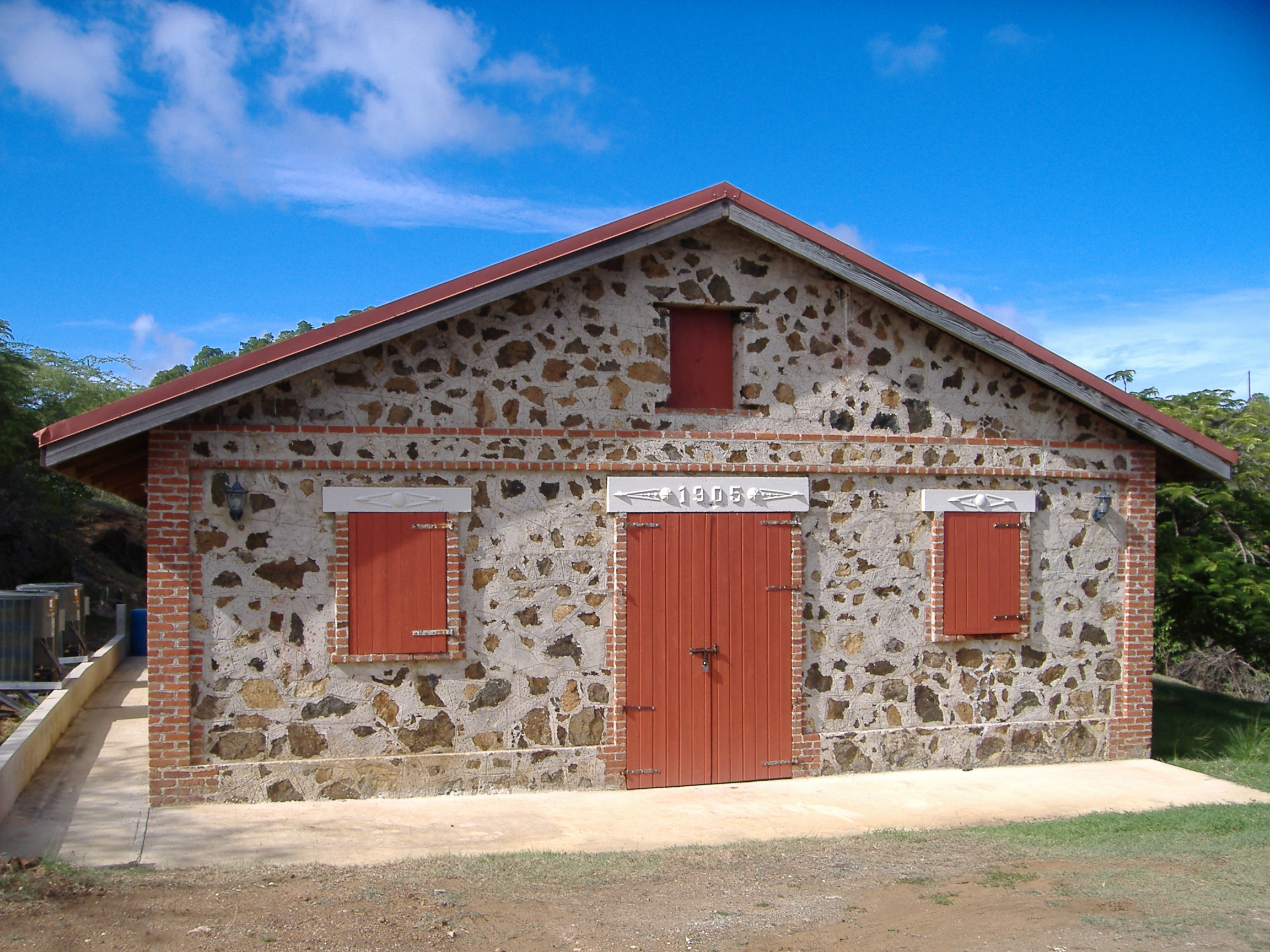
Almacén de municiones de la Marina de Estados Unidos construido en 1905. Actualmente es el Museo Histórico de Culebra.

Los trabajos arqueológicos realizados en Vieques indican que la isla de Vieques estuvo habitada por grupos indígenas americanos provenientes de América del Sur alrededor de 1.500 años antes de la llegada de Cristóbal Colón en 1493. Los habitantes de Vieques, hermanos de los taínos de la Isla Grande de Puerto Rico, resistieron los planes de colonización y esclavitud de los españoles.
Se ha documentado que Cristóbal Colón descubrió la isla de Culebra en su segundo viaje a América en 1493. Se cree que los primeros habitantes conocidos de la isla fueron los indios taínos y luego los caribes. La isla de Culebra sirvió de refugio a muchos indios taínos derrotados durante la rebelión contra los españoles en 1511.
Los ingleses de las colonias británicas vecinas de Vieques —Tórtola, Anguila, San Cristóbal y Nieves— se establecieron en Vieques en varias ocasiones a lo largo de los siglos XVII y XVIII. En 1688 y más tarde en 1717, estos ingleses intentaron colonizar Vieques, estableciendo aldeas, un fuerte militar, un gobierno inglés y una agricultura extensiva. En ambos casos, el gobernador español de Puerto Rico envió fuertes expediciones militares y desalojó con éxito a los invasores ingleses y aseguró así la dominación española sobre Vieques.

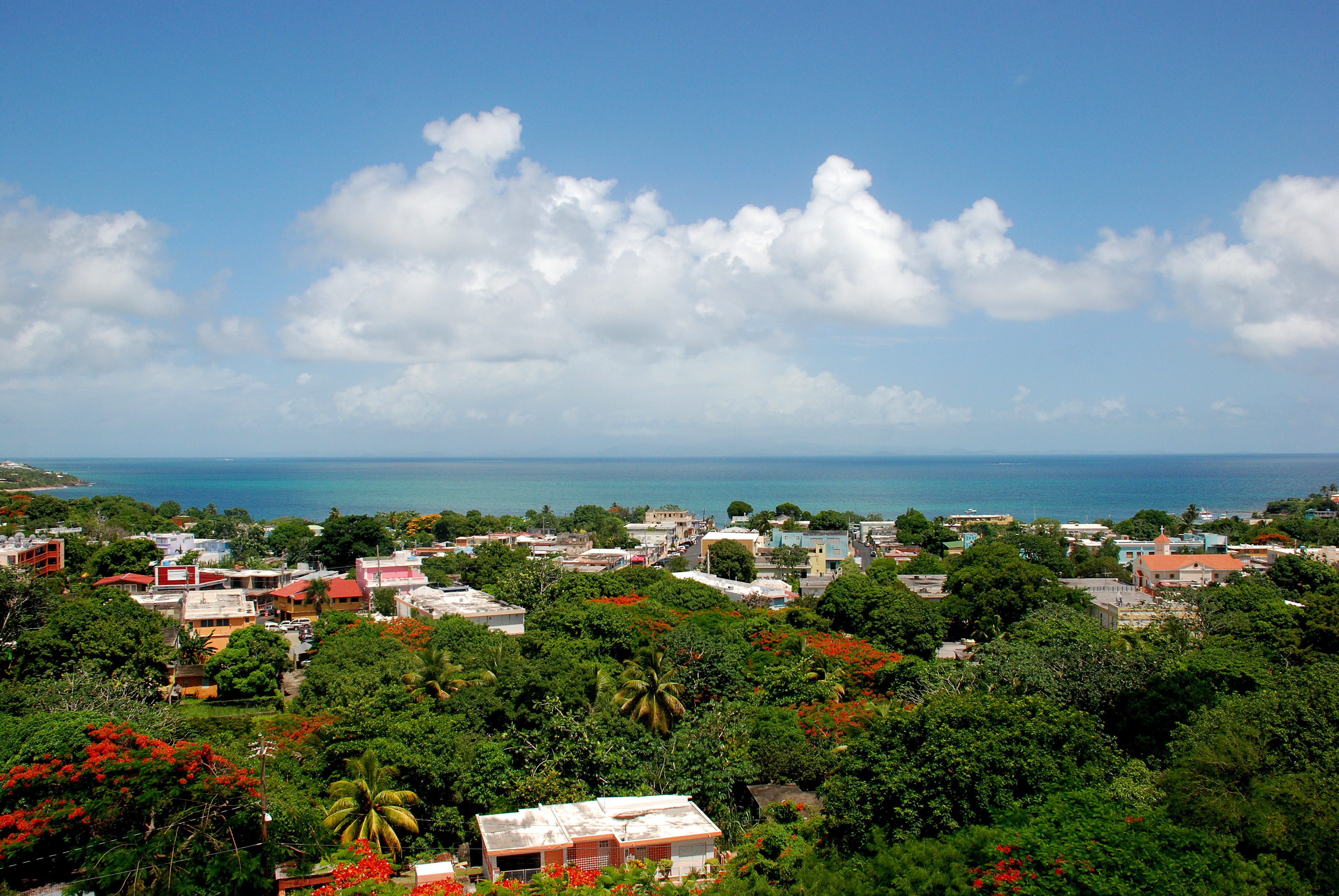
Vista panorámica de Isabel Segunda, en Vieques.

En 1875 la Monarquía Española hizo un esfuerzo por poblar la isla de Culebra. Pero no fue hasta 1880 que se inició la colonización de Culebra con la fundación del poblado de San Idelfonso de la Culebra.
Al igual que Puerto Rico, las islas pertenecieron a España hasta 1898. El 19 de septiembre de 1898, Estados Unidos tomó posesión de las islas después de la firma del armisticio que puso fin a las operaciones militares en la guerra hispano-estadounidense. Las islas, junto con las islas de Puerto Rico, Mona, Monito, Desecheo, y otras islas menores adyacentes a la isla principal, fueron cedidas formalmente por España a los Estados Unidos con la firma del Tratado de París el 10 de diciembre de 1898.
En 1903 el gobierno estadounidense reservó todas las tierras públicas pertenecientes a la Corona Española en la isla de Culebra para uso de la Armada de los Estados Unidos. En ese momento los militares estadounidenses tomaron el control completo de la comunidad de San Ildefonso de la Culebra, expulsando a sus residentes, y se apiñaron en una pequeña zona de Bahía Sardinas, a la que llamaron Dewey en honor a un destacado almirante estadounidense de la Batalla de Cavite durante la guerra hispano-estadounidense.
El 17 de marzo de 1941 se aprobó en Washington la Ley Pública 13, que destinaba 35 millones de dólares para la construcción de la Base de Vieques. El 25 de agosto del mismo año, la Ley Pública 247 permitió a la Marina de Guerra de Estados Unidos tomar posesión inmediata de las tierras que se expropiarían en Vieques. Así comenzó el proceso de expropiación militar que dejó a la Marina en control de 26.000 acres (11.000 ha) de las 33.000 acres (13.000 ha) de territorio viequense a finales de la década de 1940.
Con el estallido de la Segunda Guerra Mundial, la isla de Vieques se convirtió en la principal zona de prácticas de artillería y bombardeo de la Armada de los Estados Unidos y continuó utilizándose para este propósito hasta 2003.

## Lenguas

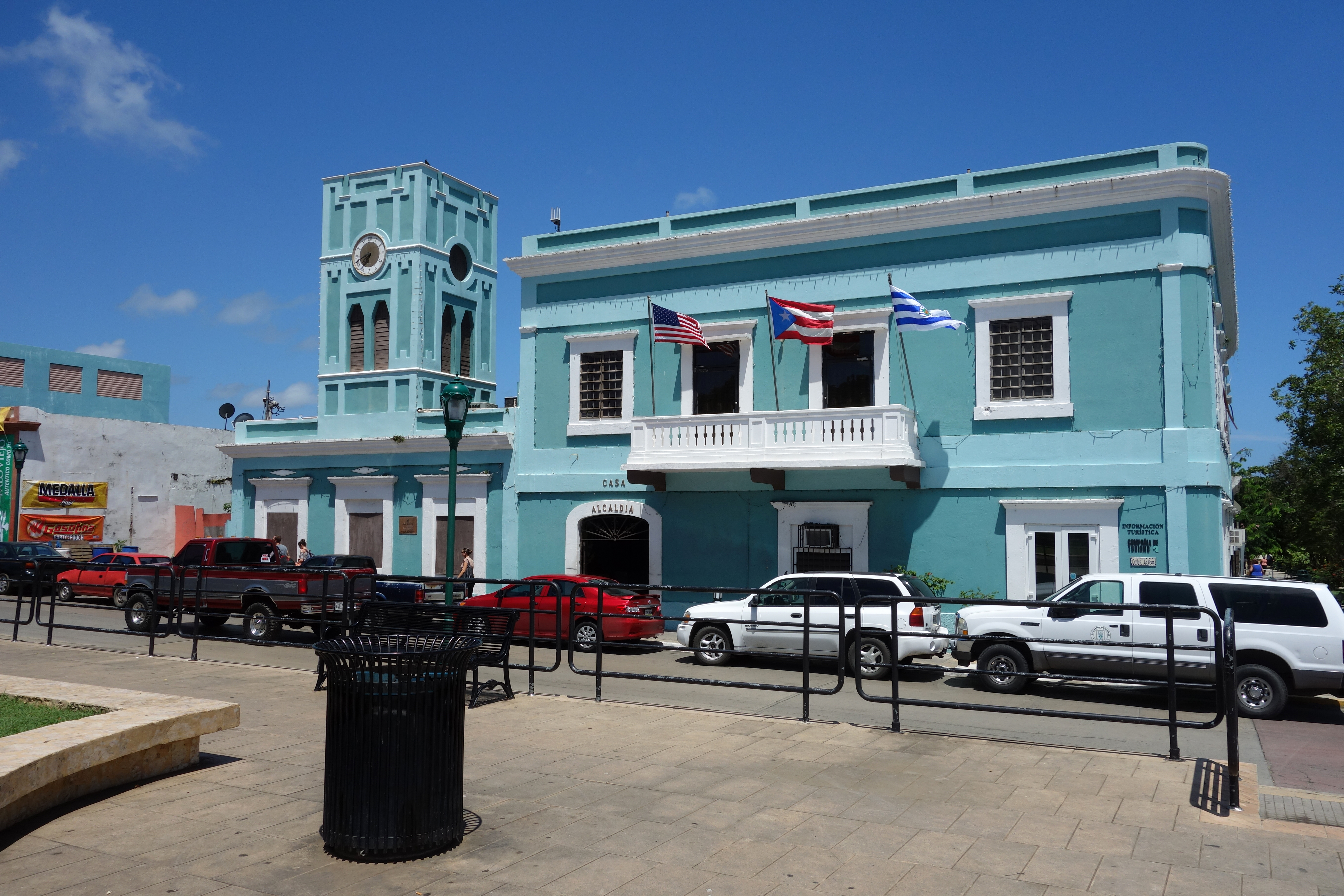
Casa Alcaldía de Vieques, en Isabel Segunda

Como consecuencia de esta larga relación política con España, el idioma español es la lengua predominante de las islas. No obstante, el inglés también es un idioma cooficial en todo Puerto Rico.

## Geografía
Las principales islas del grupo son Culebra y Vieques, acompañadas por numerosos islotes y arrecifes, de los cuales muchos pertenecen al Refugio Nacional de Vida Silvestre de Vieques. Otras islas que están cerca de la costa de la isla principal de Puerto Rico incluyen la isla Icacos, Cayo Lobo, Cayo Diablo, Isla Palominos, Isla Palominito, Isla de Ramos e Isla Piñeiro. Cerca de Culebra se encuentra Cayo Luis Peña.

Gran parte de Vieques forma parte del Refugio Nacional de Vida Silvestre de Vieques, antiguamente una instalación de entrenamiento de la Marina de los EE. UU.

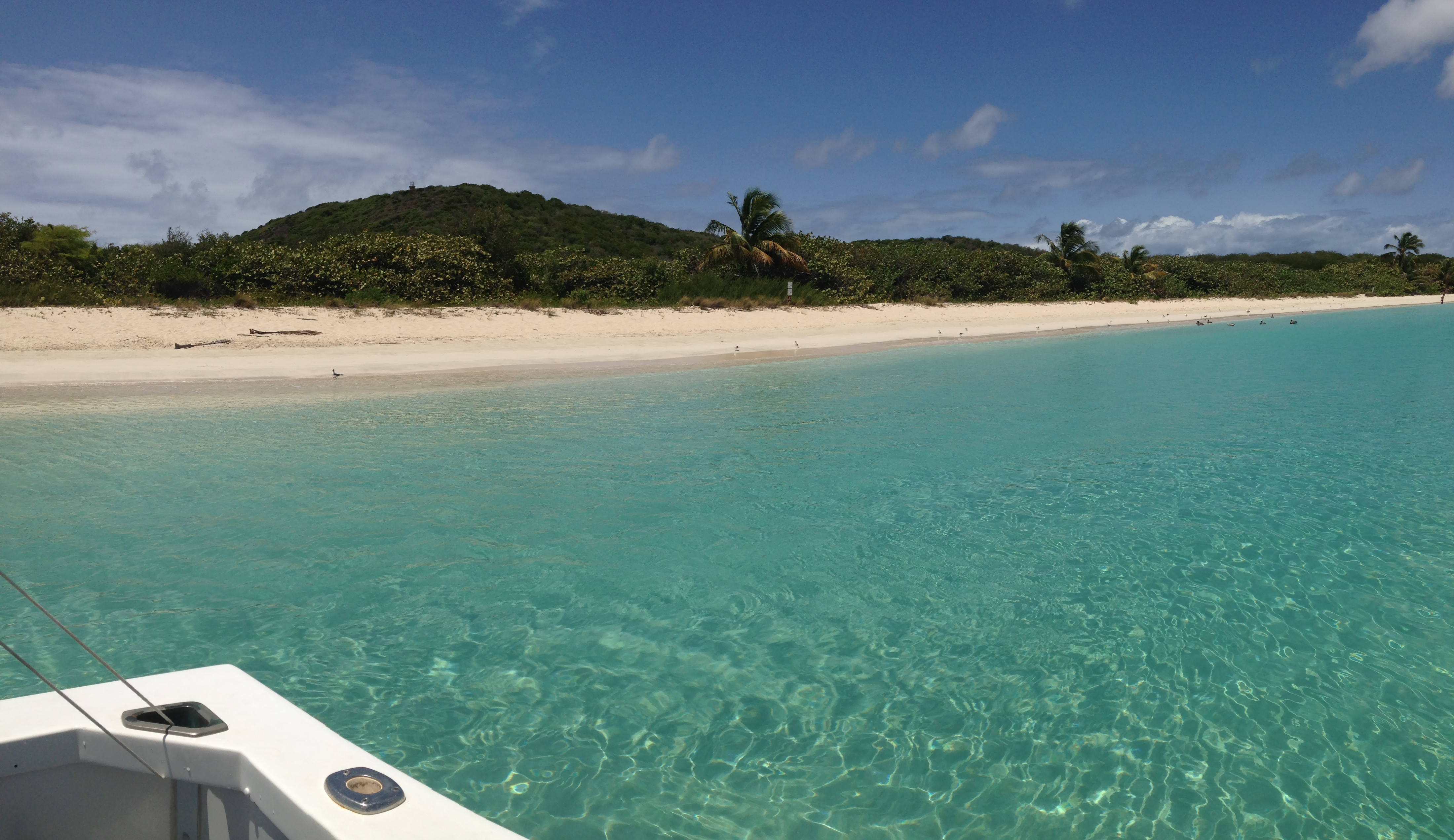
Playa Flamenco en la isla Culebra

El islote costero de Culebra, conocido como Culebrita, es parte del Refugio Nacional de Vida Silvestre de Vieques. Culebra se caracteriza por una topografía irregular que resulta en una costa intrincada. La isla tiene aproximadamente 11 por 8 kilómetros (7 por 5 millas). La costa está marcada por acantilados, playas de arena coralina y manglares. 
La elevación más alta de la isla es el Monte Resaca, que tiene unos 190 metros (623 pies). Su hidrografía se basa en lagunas costeras (Laguna Flamenco, Laguna Zoní, Laguna de Cornelio y Laguna de Molino, entre otras), bahías (Ensenada Honda [incluyendo Ensenada del Coronel, Ensenada Fulladoza, Ensenada del Cementerio, Ensenada Dákity, Bahía Mosquito y Ensenada Malena], Puerto Manglar y Bahía de Tamarindo, entre otras) y pequeños arroyos.

### Clima
Las islas de Culebra y Vieques, situadas frente a la costa oriental de Puerto Rico, comparten un clima tropical caracterizado por temperaturas cálidas todo el año, alta humedad y estaciones húmedas y secas bien diferenciadas.  Su situación geográfica en el mar Caribe, unida a su exposición a los vientos alisios, influye notablemente en sus pautas meteorológicas.  Este clima tropical crea un entorno ideal para disfrutar de las hermosas playas y paisajes naturales de las islas, pero también requiere estar preparado para las tormentas y huracanes ocasionales.   

Las temperaturas en Culebra y Vieques se mantienen relativamente constantes durante todo el año, oscilando normalmente entre los 70 y los 90 grados Fahrenheit (entre los 20 y los 30 grados Celsius).  La temperatura media diaria ronda los 80 grados Fahrenheit (20 grados Celsius), lo que crea un clima cálido y templado.  La proximidad del océano modera las fluctuaciones de temperatura, evitando temperaturas extremas.

Playa en la isla Vieques

La estación húmeda en Culebra y Vieques suele extenderse de mayo a noviembre, coincidiendo con la temporada de huracanes del Atlántico.  Durante este periodo, las islas experimentan un aumento de las precipitaciones, a menudo en forma de fuertes chubascos y tormentas eléctricas.  Los niveles de humedad también son más altos durante la estación húmeda, lo que hace que el aire resulte denso y pegajoso.  A pesar de la lluvia, las temperaturas siguen siendo cálidas y son frecuentes los periodos soleados.
La estación seca en Culebra y Vieques suele ir de diciembre a abril.  Durante este periodo, las precipitaciones disminuyen significativamente, y las islas experimentan más días soleados y menor humedad.  La estación seca ofrece un clima algo más agradable para las actividades al aire libre y el turismo, con menos posibilidades de que la lluvia interrumpa los planes.  Sin embargo, es importante recordar que, incluso durante la estación seca, es posible que se produzcan chubascos ocasionales.
La humedad es un factor constante en el clima de Culebra y Vieques.  La situación de las islas, rodeadas de agua, contribuye a que los niveles de humedad sean constantemente altos, superando a menudo el 80%.  Esta elevada humedad puede hacer que el aire resulte más cálido y pegajoso, sobre todo durante la estación húmeda.  Los visitantes deben estar preparados para la humedad y llevar ropa ligera y transpirable.

Culebra y Vieques, como el resto del Caribe, están expuestas a huracanes y tormentas tropicales, sobre todo durante la temporada de huracanes, del 1 de junio al 30 de noviembre.  Estas tormentas pueden traer fuertes vientos, lluvias torrenciales y mareas tormentosas, que pueden causar daños en las infraestructuras y alterar los planes de viaje.  Es crucial vigilar las previsiones meteorológicas y prestar atención a las advertencias de las autoridades locales durante la temporada de huracanes.

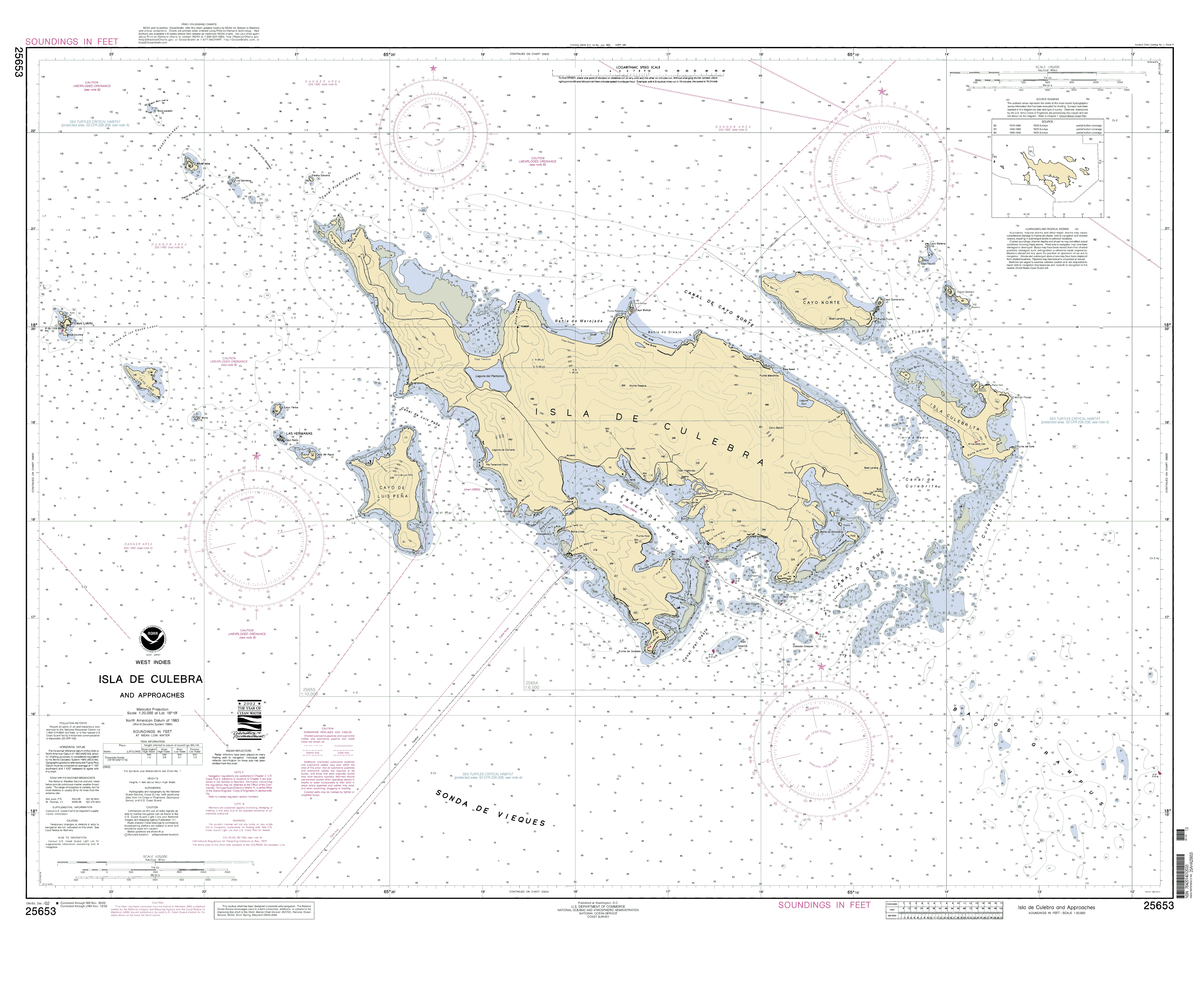
Carta náutica de isla Culebra
Mapa de la isla Vieques
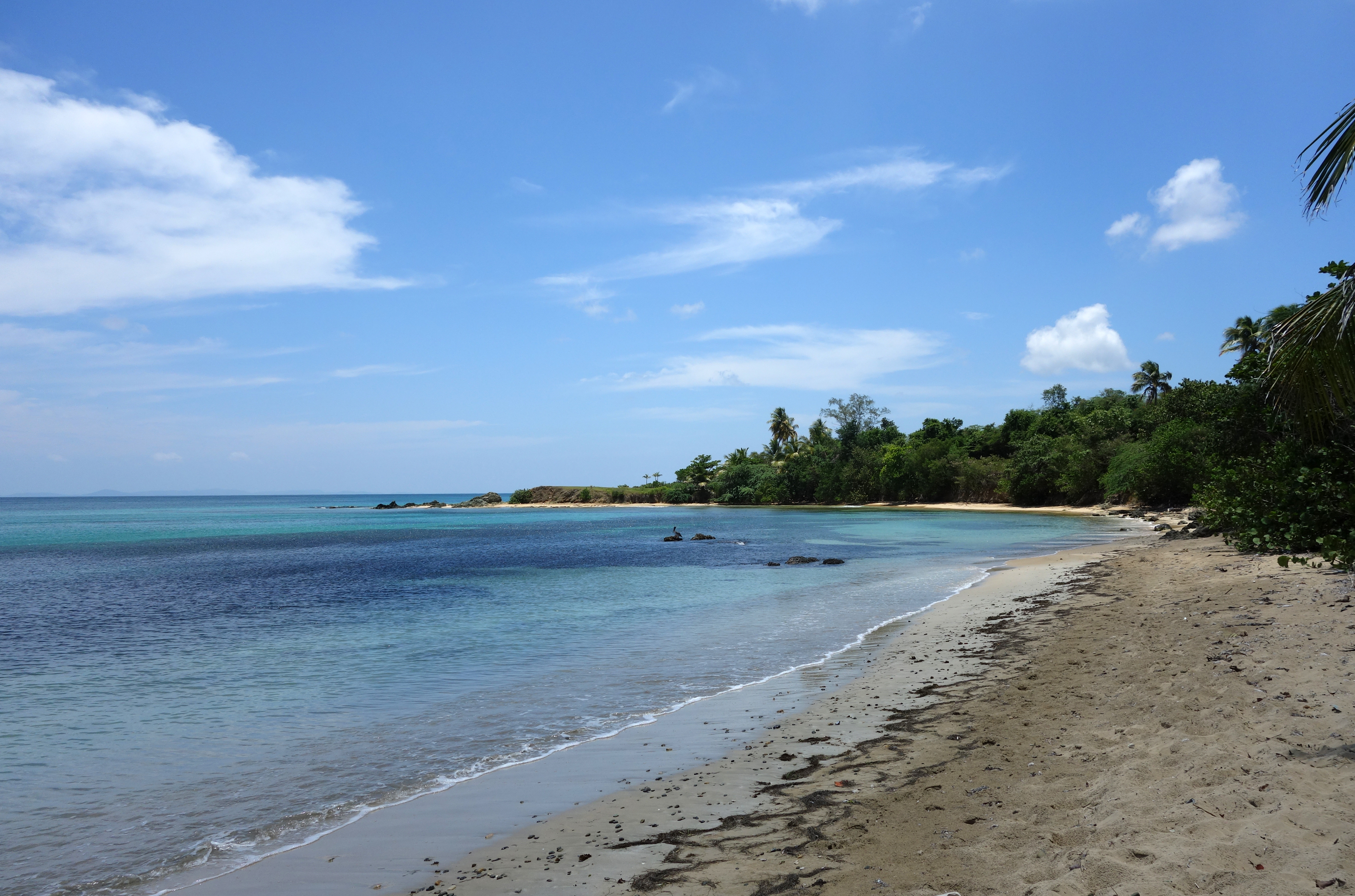
Playa en Vieques
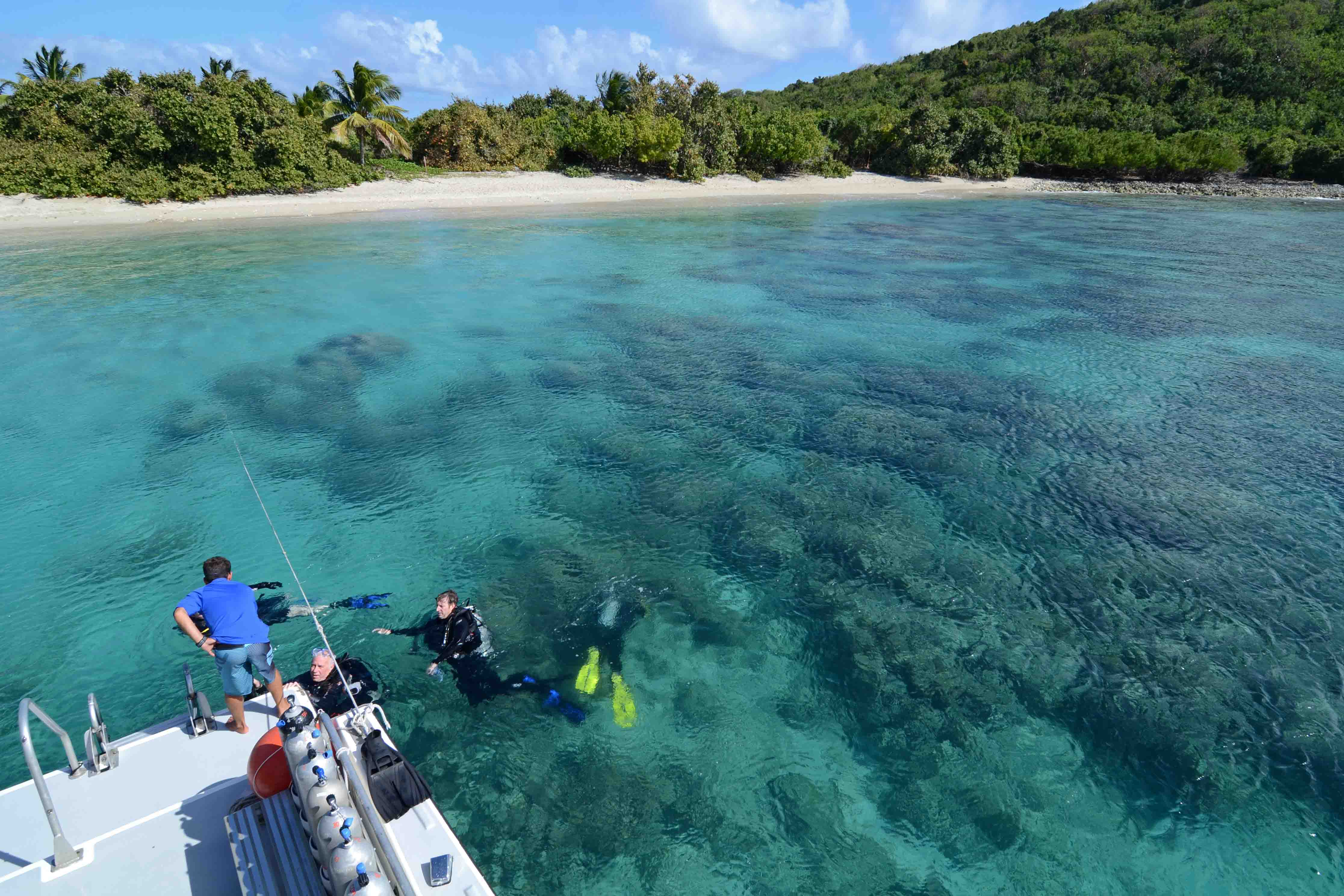
Buceadores en Culebra
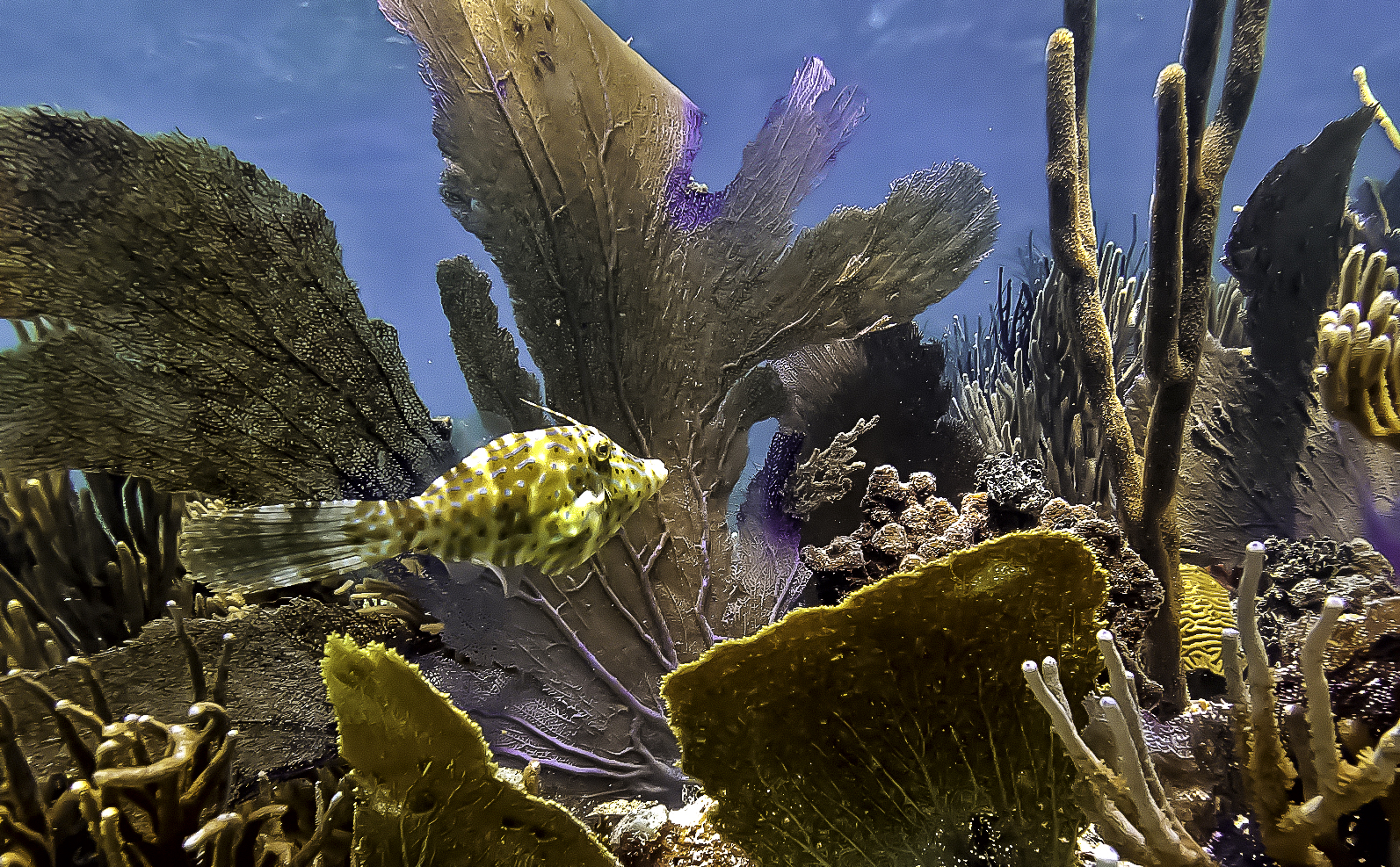
Pez entre los corales en Culebra